# Felipe Carbonell
Felipe Carbonell Pérez (Madrid, 19 de marzo de 1933-Lima, 3 de agosto de 2021) fue un abogado, empresario, actor, comediante y maestro de ceremonias español con residencia en Perú desde 1970 y estancias en España y Miami.
Como artista se presentó en diversos locales y canales de televisión de Europa, Estados Unidos y Sudamérica, así como en películas y programas de televisión. Estuvo en los inicios de la Televisión Española, como en los primeros programas en vivo de Flash Gordon en Europa. Ha compartido escenarios con grandes artistas como Ava Gardner, Lola Flores, Mario Moreno "Cantinflas", Ruth Roman, Gila, etc. así como muchos humoristas del mundo de habla hispana.
Tuvo cinco records mundiales Guinness contando chistes, siendo el más importante el de "Cien Horas sin parar".
Además fue abogado, empresario dueño de una compañía de mudanzas internacionales llamada Carbonell Transports S.A. y reconocido filantrópo.
Estudió en la Universidad de Madrid, en la Institución Politécnica Real de Inglaterra, en la Universidad Católica de Angers, en el Institute de Fonetic y en la Universidad La Sorbona de París, donde formó parte de sus equipos de baloncesto universitario como el Notre Dame Des Champs.

## Fallecimiento
Felipe Carbonell murió en una clínica de Lima el 3 de agosto de 2021 víctima de un ataque cardíaco. Tenía ochenta y ocho años.